# الكسندر بروكنر
الكسندر بروكنر (بالألمانية: Alexander Brückner)‏ (و. 1834 – 1896 م) هو مؤرخ، وأستاذ جامعي ألماني، ولد في سانت بطرسبرغ، توفي في ينا، عن عمر يناهز 62 عاماً.

## التعليم
تعلم في جامعة هايدلبرغ، وجامعة هومبولت في برلين.